# 皮瑞格林·圖克
皮瑞格林·圖克（Peregrin Took）（第三世紀2990年-？），他的朋友稱他為皮聘（Pippin），是托爾金（J. R. R. Tolkien）魔幻小說的角色，哈比人（Hobbit）。他是佛羅多·巴金斯（Frodo Baggins）最年輕和親愛的朋友。
皮瑞格林是帕拉丁二世·圖克（Paladin Took II）及其妻愛格拉庭‧河岸（Eglantine Banks）的唯一兒子，所以帕拉丁圖克二世於第四世紀13年去世後，皮瑞格林繼承了夏爾領主的職位。他有三個姊姊：波爾·圖克（Pearl Took）、平珀諾·圖克（Pimpernel Took）及波紋卡·圖克（Pervinca Took）。他最要好的朋友梅里雅達克·烈酒鹿（Meriadoc Brandybuck）是他的表哥，梅里是帕拉丁圖克二世之妹愛斯摩拉達·烈酒鹿（Esmeralda Brandybuck）的兒子。
皮瑞格林在頭上和腳上的毛髮（哈比人的毛髮特別濃密）幾乎全是金色和卷曲。在《魔戒首部曲：魔戒現身》的開首中，他比其他哈比人矮小，這是因為他是較年輕和是法絡海（Fallohide）哈比人。法絡海哈比人被描述為比其他種族的哈比人較靈活。

## 名称
皮瑞格林·圖克的西方通用语本名为 Razanur，简称 Razar，姓 Tûc。其中，Razanur 或许包含有 Razan “外来的”，而Razar意为 “苹果”，托尔金将全称和简称分别译为 Peregrin “皮瑞格林”和 Pippin “皮聘”，并用把他的姓氏的拼写 Tûc 英化为 Took “圖克”。

## 人物生平
在魔戒遠征隊中，皮聘是唯一一位未成年（哈比人的成年歲數是三十三歲）的成員（皮聘比梅里年輕八年）。在梅里的計劃中，皮聘原是很有用處的成員，但皮聘年輕，有時表現得很輕率，而他亦失去了舒適的哈比人生活。在瑞文戴爾（Rivendell），皮聘幾乎失去陪同伴佛羅多的機會，愛隆（Elrond）很懷疑這個年輕的哈比人有沒有這個能力，甚至提議將他送返夏爾（Shire），但甘道夫卻支持皮聘和梅里的請求，皮聘是最後一位被選中的魔戒遠征隊成員。
在電影版首部曲中，皮聘先在布理（Bree）的躍馬旅店（The prancing pony）吹噓暴露以假名入住旅店的佛羅多，再推倒佛羅多令他意外地首次戴上魔戒，令索倫得悉是佛羅多持有魔戒，再引來戒靈肆虐布理。其後再在風雲頂瞭望台（The great watchtower of Amon Sul）上和梅里雅達克·烈酒鹿煎宵夜引來戒靈，佛羅多因此被魔窟劍（Morgul Blade）刺中左臂，幸得亞玟（Arwen）拼死將佛羅多及時送到瑞文戴爾（Rivendell）救治保命。其後皮聘不改災星本色，於摩瑞亞（Moria）礦坑不為意地將令骷髏掉入井中，先引來半獸人（Orc）和食人妖（Cave-troll），令佛羅多被食人妖的十字槍刺中左肋，幸得秘銀內甲護身，險死還生，但炎魔（Balrog）亦被驚動，甘道夫斥責他為「愚蠢的圖克」（fool of a Took）（甘道夫在魔戒三部曲中也經常這樣稱呼皮聘），但依然被炎魔（Balrog）一鞭扯入地底暗河。
魔戒遠征隊於阿蒙漢山脈（Amon Hen）潰散，皮聘和梅里被半獸人（Orc）和薩魯曼（Saruman）的強獸人（Uruk-Hai）俘虜。被俘行軍期間，皮聘故意把七個領針（羅瑞安【Lórien】的禮物）丟在路上，為營救他們的亞拉岡（Aragorn）、勒苟拉斯（Legolas）及金靂（Gimli）提供線索。其後，獸人內訌，皮聘利用一把已死的強獸人遺下的劍割斷手銬。進入洛汗（Rohan）國境之後，獸人部隊遭到驃騎國（Rohirrim）騎兵的圍殲，皮聘和梅里趁機逃脫，逃入法貢森林（Fangorn），在該處得到樹人（Ent）首領樹鬍（Treebeard）的協助。皮聘和梅里激使樹人參戰，突襲薩魯曼的根據地艾辛格（Isengard），全殲於該地駐守的薩魯曼軍隊，並包圍大塔。
葛力馬（Gríma Wormtongue）把真知晶球（Palantíri）扔出塔外，被皮聘拾獲。其後，皮聘偷偷從熟睡的甘道夫手裡拿出真知晶球。皮聘仔細觀察晶球，竟與黑暗魔君索倫（Sauron）接觸，他目睹剛鐸（Gondor）的聖白樹（White Tree of Gondor）在米那斯提力斯（Minas Tirith）燃燒。因此，甘道夫把皮聘帶到米那斯提力斯，會見剛鐸攝政王迪耐瑟二世（Denethor II），皮聘向迪耐瑟二世効忠以報答其子波羅莫（Boromir）為保護皮聘和梅里戰死。迪耐瑟二世接受皮聘所請並令他為護衛。其後，迪耐瑟二世從真知晶球得知災難將降臨剛鐸，欲將法拉墨 （Faramir）和自己火化，皮聘向甘道夫求助。
帕蘭諾平原戰役（Battle of Pelennor Fields）結束後，皮聘跟隨亞拉岡率領的西方部隊攻擊黑門，策應魔多（Mordor）內佛羅多的行動。與索倫交涉期間，甘道夫指示所有種族對抗索倫，包括矮人金靂、精靈勒苟拉斯、伊萊丹、伊羅何、及哈比人皮聘。終爆發黑門之戰（Battle of the Morannon），此役中，皮聘被重傷的食人妖（Troll）壓著，幸好金靂認得他那雙腳，把他拯救出來。索倫敗亡後，皮聘被伊力薩王授勛。皮聘和梅里回到夏爾，發動臨水之戰（Battle of Bywater） ，推翻薩魯曼。
第四世紀6年，皮聘迎娶龍克理夫鑽石（Diamond of Long Cleeve），育有一子名為法拉墨（Faramir），法拉墨·圖克其後迎娶山姆·詹吉（Samwise Gamgee）女兒金毛（Goldilocks）。
第四世紀13年，皮聘繼承父親的爵位成為第32任夏爾領主，在位50年，於第四世紀63年退休並與梅里重返洛汗和剛鐸，於剛鐸去世。
皮聘和梅里的遺體都葬於拉斯迪南（Rath Dínen）。

## 人物飾演
1978年雷夫·巴克西（Ralph Bakshi）的卡通版魔戒中，皮聘的配音者是多米尼克·古爾德（Dominic Guard）。比利·巴提（Billy Barty）是皮聘的製作模型。
1980年的電視卡通版王者歸來中，皮聘的配音者是索尼·曼拉德兹（Sonny Melendrez）。
1981年英國廣播公司電台劇《魔戒》中，約翰·麥克安德魯（John McAndrew）飾演皮聘。
而彼得·傑克森（Peter Jackson）執導的電影《魔戒三部曲》中，比利·博伊德（Billy Boyd）飾演皮聘，他來自蘇格蘭（Scotland）。製作人的原意是採用包依德的英國口音以配合其他哈比人。但是，傑克森發現當包依德不用本土語言，他的滑稽感就沒有那麼明顯。
所以，傑克森決定容許包依德使用蘇格蘭口音飾演，而圖克一族居住在夏爾的丘陵地帶，與蘇格蘭的地勢相似（的確，當薩魯曼佔領夏爾後，哈比人得以擊敗薩魯曼亦有賴於圖克領土的地勢）。而圖克族人發明高爾夫球，亦與蘇格蘭人相仿。

2003年辛辛那提舞台劇王者再臨中，特洛伊·柏席飾演皮聘。而芝加哥的舞台劇雙城奇謀中，約翰·費力 （John Ferrick）飾演皮聘。

## 瑣事
- 皮聘和梅里曾飲用過樹人製造的特殊飲料，使他們成為歷史上最高的哈比人：四呎半，比四呎五吋的祖先吼牛·圖克（Bullroarer Took）還高。
- 前華麗搖滾樂隊成員史提芬·皮瑞格林·圖克，藝名正取自皮聘。
- 在電影《魔戒三部曲》，皮聘的角色是四名哈比人中最年輕的，但飾演該角的包依德是四個演員中最年長的。佛羅多的角色是四人中最年長的，但飾演該角的伊利亞·伍德是四名演員中最年輕的。

## 外部連結
- IMTb上皮瑞格林·圖克 （页面存档备份，存于）的資料